# Osmín Aguirre y Salinas
Osmín Aguirre y Salinas (San Miguel, 25 dicembre 1889 – San Salvador, 17 luglio 1977) è stato un politico e militare salvadoregno.
È stato Presidente di El Salvador dall'ottobre 1944 al marzo 1945.